# Saint-Geoire-en-Valdaine
Saint-Geoire-en-Valdaine est une commune française située dans le département de l'Isère, en région Auvergne-Rhône-Alpes.
Paroisse de l'ancienne province du Dauphiné, le village est positionné dans la région naturelle des Terres froides et rattachée à communauté d'agglomération du Pays voironnais, ses habitants sont dénommés les Saint-Geoiriens.

## Géographie

### Situation et description
La commune se situe à vol d'oiseau à 25 kilomètres au sud-ouest de Chambéry, agglomération la plus proche, à 30 kilomètres au nord de Grenoble, préfecture du département de l'Isère et à 70 kilomètres au sud-est de Lyon, préfecture de la région Auvergne-Rhône-Alpes.
Positionnée dans la région naturelle des Terres froides, les maisons du bourg dominent la vallée de l'Ainan, dans un paysage vallonné et aux portes de la Chartreuse. Saint-Geoire-en-Valdaine est également une des communes adhérentes de la communauté d'agglomération du Pays voironnais.

### Géologie et relief
D'un point de vue altimétrique le village possède une amplitude de 375 mètres, le point le plus haut sur la commune se situant à 739 mètres et le plus bas à 364 mètres.
Les principaux reliefs de ce village sont le mont Velanne culminant à 647 mètres au-dessus du domaine de Cotagon, le mont Servelongue (ou Serve Longue) culminant à 779 mètres sur la commune voisine de Saint-Sulpice-des-Rivoires, le coteau de Corézin...

### Climat
Pour des articles plus généraux, voir Climat d'Auvergne-Rhône-Alpes et Climat de l'Isère.
En 2010, le climat de la commune est de type climat des marges montargnardes, selon une étude du Centre national de la recherche scientifique s'appuyant sur une série de données couvrant la période 1971-2000. En 2020, Météo-France publie une typologie des climats de la France métropolitaine dans laquelle la commune est exposée à un climat de montagne ou de marges de montagne et est dans la région climatique Alpes du nord, caractérisée par une pluviométrie annuelle de 1 200 à 1 500 mm, irrégulièrement répartie en été.
Pour la période 1971-2000, la température annuelle moyenne est de 10,7 °C, avec une amplitude thermique annuelle de 18,9 °C. Le cumul annuel moyen de précipitations est de 1 264 mm, avec 10,5 jours de précipitations en janvier et 7,5 jours en juillet. Pour la période 1991-2020, la température moyenne annuelle observée sur la station météorologique de Météo-France la plus proche, « St Aupre_sapc », sur la commune de Saint-Aupre à 7 km à vol d'oiseau, est de 11,0 °C et le cumul annuel moyen de précipitations est de 1 376,9 mm,. Pour l'avenir, les paramètres climatiques de la commune estimés pour 2050 selon différents scénarios d'émission de gaz à effet de serre sont consultables sur un site dédié publié par Météo-France en novembre 2022.

### Hydrographie
Le ruisseau de la Gorge, le ruisseau de l'Aigueblanche qui délimite la  frontière sud de la commune la séparant du village de Merlas et l'Ainan, sont les cours d'eau les plus notables du territoire de Saint-Geoire-en-Valdaine.
La vallée de la petite rivière de l'Ainan, d'une longueur de 16 km, depuis sa source jusqu'à son confluent en rive gauche du Guiers présente un intérêt écologique est classée depuis la commune de Chirens jusqu'à la commune de Voissant en ZNIEFF (Zone naturelle d'intérêt écologique, faunistique et floristique).

### Voies de communication et transports

#### Voies de communication
La commune est desservie par les routes départementales suivantes :
- la RD82 qui relie Chirens à Pont-de-Beauvoisin, et la RD82l qui dévie de la route départementale précédente afin de desservir le centre du village ;
- la RD28 qui relie La Bâtie-Divisin à Saint-Laurent-du-Pont.

#### Transports
- Réseau de bus du pays voironnais :

La commune est desservie par la ligne E du réseau de transport en commun du pays voironnais ; cinq arrêts sur la ligne régulière Gendarmerie ; Le Roulet ; Piscine ; Village ; Place Chaffardière ; Les Brosses + 4 arrêts en TAD.
- Transport interurbain :

Le réseau interurbain de l'Isère, autrefois dépendant du conseil départemental de l'Isère, puis rattaché au conseil régional d'Auvergne-Rhône-Alpes (sous le nom de Cars Région Isère) gère la ligne régulière 7110 Pont-de-Beauvoisin ↔ Voiron (5 arrêts sur la commune).
- Voies ferrées:

La gare la plus proche est la gare de Pont-de-Beauvoisin.

## Urbanisme

### Typologie
Au 1er janvier 2024, Saint-Geoire-en-Valdaine est catégorisée bourg rural, selon la nouvelle grille communale de densité à sept niveaux définie par l'Insee en 2022.
Elle est située hors unité urbaine et hors attraction des villes,.

### Occupation des sols
L'occupation des sols de la commune, telle qu'elle ressort de la base de données européenne d’occupation biophysique des sols Corine Land Cover (CLC), est marquée par l'importance des territoires agricoles (71,9 % en 2018), en augmentation par rapport à 1990 (69,4 %). La répartition détaillée en 2018 est la suivante : 
zones agricoles hétérogènes (46,1 %), forêts (22,4 %), prairies (18 %), terres arables (7,8 %), zones urbanisées (5,6 %). L'évolution de l’occupation des sols de la commune et de ses infrastructures peut être observée sur les différentes représentations cartographiques du territoire : la carte de Cassini (XVIIIe siècle), la carte d'état-major (1820-1866) et les cartes ou photos aériennes de l'IGN pour la période actuelle (1950 à aujourd'hui).

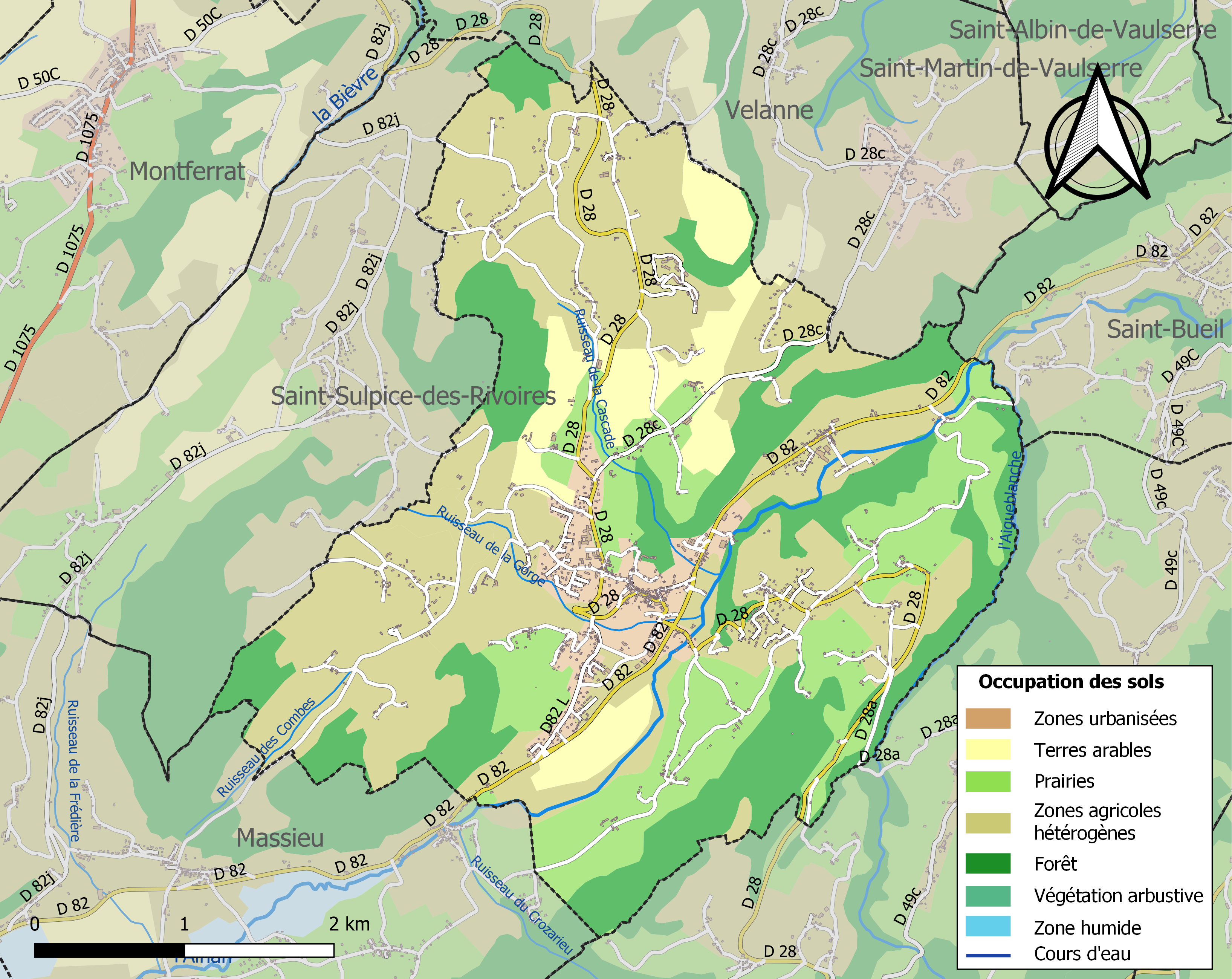
Carte des infrastructures et de l'occupation des sols de la commune en 2018 (CLC).

### Risques naturels et technologiques

#### Risques sismiques
L'ensemble du territoire de la commune de Saint-Geoire-en-Valdaine est situé en zone de sismicité no 4 (sur une échelle de 1 à 5), en limite  de la zone de sismicité no 3, située plus à l'ouest.
| Type de zone | Niveau            | Définitions (bâtiment à risque normal) |
| ------------ | ----------------- | -------------------------------------- |
| Zone 4       | Sismicité moyenne | accélération = 1,6 m/s2                |

## Toponymie

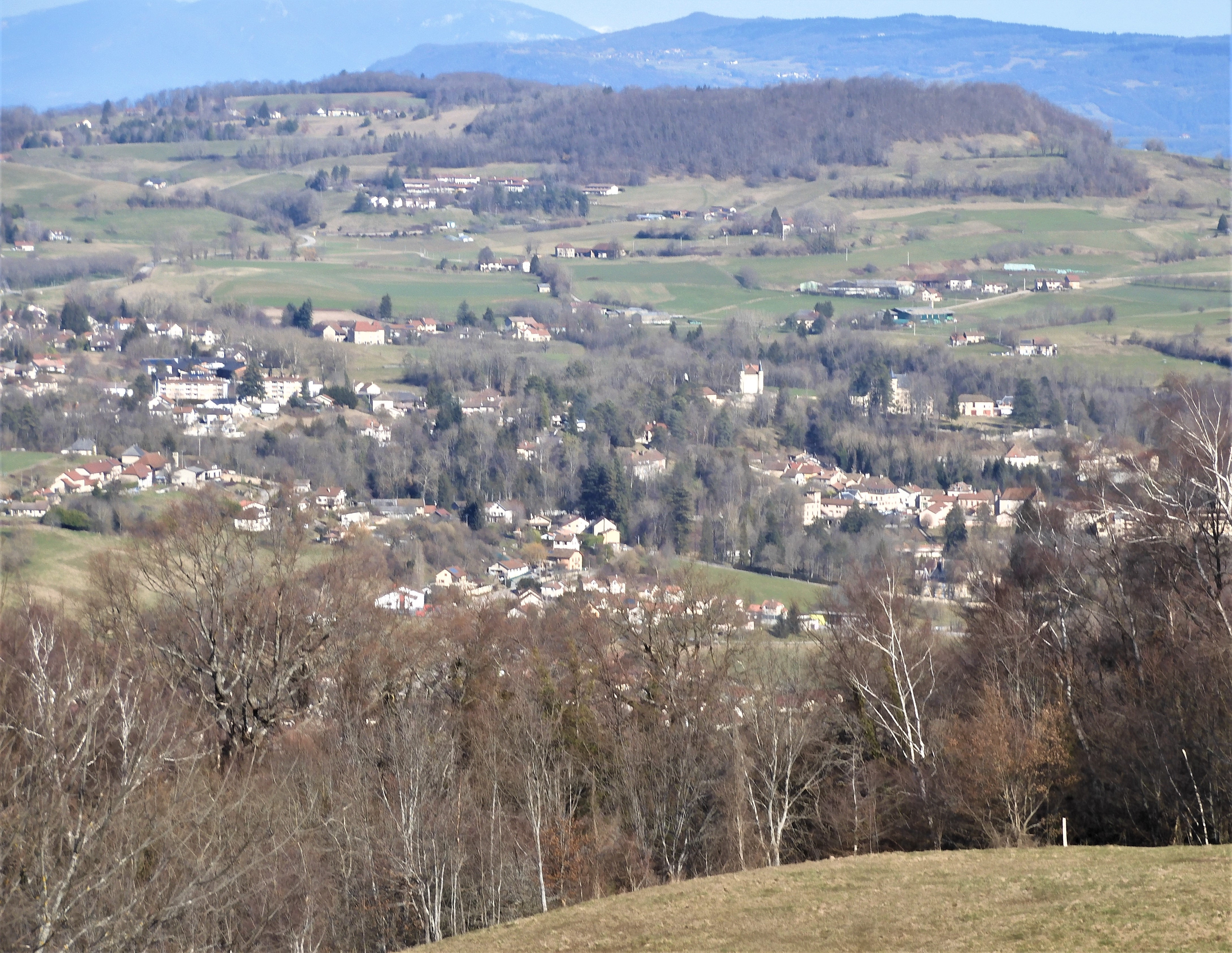
Saint-Geoire en Valdaine (vue depuis Merlas) en février 2022

La première partie du nom de la commune de Saint-Geoire-en-Valdaine, « Saint-Geoire », fait référence à Saint Georges. Ce pourrait être Georges de Lydda, un martyr chrétien légendaire qui aurait vécu au IVe siècle et aurait livré un combat acharné contre un dragon afin de sauver la fille d'un roi de la région de Beyrouth. Il serait sortit triomphant de ce combat grâce à l'aide du Christ, et son culte se développa en Orient et en Occident à partir du VIIe siècle. Une hypothèse alternative est qu'il s'agisse de Saint Georges de Vienne, évêque de Vienne qui vécut au cours du VIIIe siècle.
La deuxième partie du nom, « en-Valdaine », est une contraction de Val d'Ainan, lequel est une altération de val des nans. Le val désigne une vallée et nan(t) est un terme qui en langue savoyarde indique des petits cours d'eau.
Sur une ancienne carte du Dauphiné datée de 1607, l'orthographe est "St Joyre", puis "Saint Geoire" (tout court) sur la carte de Cassini (feuillet 119).

## Histoire

### Moyen Âge

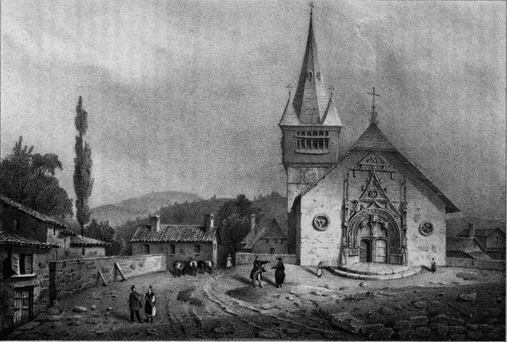
Saint-Geoire au XIXe siècle illustrée par Victor Cassien (1808 - 1893).

Au XIIe siècle débute la construction de l'église de Saint-Geoire, chef-d’œuvre aujourd'hui classé et restauré dernièrement. Dès le XIVe siècle, l'histoire de la Valdaine est liée à l'existence du château de Longpra, sis au-dessus de Saint-Geoire. Le château de Longpra appartient à la même famille depuis 1536 ; aujourd'hui habité par la comtesse de Franclieu dont l'époux, issu de la famille propriétaire, fut maire de Saint-Geoire de 2001 à 2007. Les douves et le pont-levis qui permet d'accéder au château témoignent de ce que fut la maison forte de Longpra au Moyen Âge ; une demeure austère et bien défendue.[réf. nécessaire]

### Époque moderne
Dès 1755, Pierre-Antoine Pascalis de Longpra, conseiller au Parlement de Grenoble, fait réédifier la maison forte selon les canons architecturaux du Grand Siècle. Il recourt aux maçons et charpentiers de la Valdaine ainsi qu'au concours d'ébénistes venus de Grenoble dont la célèbre famille Hache. Le résultat est un ravissant château classique, adapté aux réceptions fastueuses de la noblesse dauphinoise.

### Époque contemporaine
Durant la Révolution française, qui est d'ailleurs « née » en 1788 à Vizille, au sud de Grenoble, la Valdaine reste à l'écart de la tourmente, et est fidèle au catholicisme contre-révolutionnaire. Comme de nombreuses communes aux noms en Saint-, elle est cependant renommée Val-d'Eynan de 1793 à 1814. Le château de Longpra abrite le clergé non jureur, et la population environnante y vient entendre clandestinement la messe.
En 1881, la vaste commune de Saint-Geoire est amputée de trois de ses hameaux qui sont érigés en communes : Massieu, Saint-Sulpice-des-Rivoires et Velanne. Enclave très rurale, la Valdaine voit cependant se développer au XIXe siècle, tout le long de l'Ainan, des usines spécialisées dans le textile.
Le 7 juin 2002, à la suite de violents orages, des coulées de boue et une crue subite de l'Ainan noient plusieurs habitations et équipements de Saint-Geoire-en-Valdaine où l'on dénombre une victime. De nombreuses autres communes de la Valdaine sont touchées.

## Politique et administration

### Administration municipale
En 2022, le conseil municipal de Saint-Geoire-en-Valdaine est composé de dix-neuf membres (dix femmes et neuf hommes) dont une maire, six adjoints au maire et douze conseillers municipaux

### Liste des maires
| Période                                  | Période   | Identité                              | Étiquette | Qualité                        |
| ---------------------------------------- | --------- | ------------------------------------- | --------- | ------------------------------ |
| 1953                                     | mars 1989 | André Chaize                          | DVD       | Conseiller général (1951-1992) |
| Les données manquantes sont à compléter. |           |                                       |           |                                |
| mars 2001                                | juin 2007 | Albert Pasquier de Franclieu          | UMP       |                                |
| juillet 2007                             | mars 2008 | Caroline Hourrègue                    | DVD       |                                |
| mars 2008                                | 2020      | Michel Cudet                          | UDI       | Retraité                       |
| 2020                                     | En cours  | Nathalie Chollat-Rat, épouse Beaufort | DVD       | Attachée d'agent d'assurances  |

## Population et société

### Démographie
L'évolution du nombre d'habitants est connue à travers les recensements de la population effectués dans la commune depuis 1793. Pour les communes de moins de 10 000 habitants, une enquête de recensement portant sur toute la population est réalisée tous les cinq ans, les populations de référence des années intermédiaires étant quant à elles estimées par interpolation ou extrapolation. Pour la commune, le premier recensement exhaustif entrant dans le cadre du nouveau dispositif a été réalisé en 2008.

En 2022, la commune comptait 2 388 habitants, en évolution de −0,83 % par rapport à 2016 (Isère : +3,07 %, France hors Mayotte : +2,11 %).
| 1793  | 1800  | 1806  | 1821  | 1831  | 1836  | 1841  | 1846  | 1851  |
| ----- | ----- | ----- | ----- | ----- | ----- | ----- | ----- | ----- |
| 3 617 | 3 440 | 4 397 | 4 417 | 4 635 | 4 404 | 4 383 | 4 437 | 4 350 |

| 1856  | 1861  | 1866  | 1872  | 1876  | 1881  | 1886  | 1891  | 1896  |
| ----- | ----- | ----- | ----- | ----- | ----- | ----- | ----- | ----- |
| 4 019 | 3 884 | 3 937 | 3 723 | 3 649 | 3 606 | 2 052 | 2 002 | 2 087 |

| 1901  | 1906  | 1911  | 1921  | 1926  | 1931  | 1936  | 1946  | 1954  |
| ----- | ----- | ----- | ----- | ----- | ----- | ----- | ----- | ----- |
| 2 047 | 2 112 | 2 107 | 1 720 | 1 714 | 1 585 | 1 478 | 1 358 | 1 359 |

| 1962  | 1968  | 1975  | 1982  | 1990  | 1999  | 2006  | 2008  | 2013  |
| ----- | ----- | ----- | ----- | ----- | ----- | ----- | ----- | ----- |
| 1 341 | 1 333 | 1 351 | 1 570 | 1 819 | 1 979 | 2 271 | 2 348 | 2 390 |

| 2018  | 2022  | - | - | - | - | - | - | - |
| ----- | ----- | - | - | - | - | - | - | - |
| 2 390 | 2 388 | - | - | - | - | - | - | - |

La baisse de plus de 1500 habitants entre 1881 et 1886 s'explique par la naissance des communes de Massieu, Saint-Sulpice-des-Rivoires et de Velanne par détachement de la commune de Saint-Geoire-en-Valdaine en 1884.

### Enseignement
La commune est rattachée à l'académie de Grenoble.

### Manifestations culturelles et festivités
- La fête médiévale ; tous les ans, le dernier week-end du mois d'août a lieu la fête médiévale de la Saint-Sulpice. Avec tous les vestiges du passé dans Saint-Geoire et dans la vallée de l'Ainan, cette fête donne depuis dix ans un caractère médiéval à la ville[26].

### Médias
Historiquement, le quotidien à grand tirage Le Dauphiné libéré consacre, chaque jour, y compris le dimanche, dans son édition du Voironnais à la Chartreuse, un ou plusieurs articles à l'actualité du village et de ses environs, ainsi que des informations sur les éventuelles manifestations locales, les travaux routiers, et autres événements divers à caractère local.

### Cultes

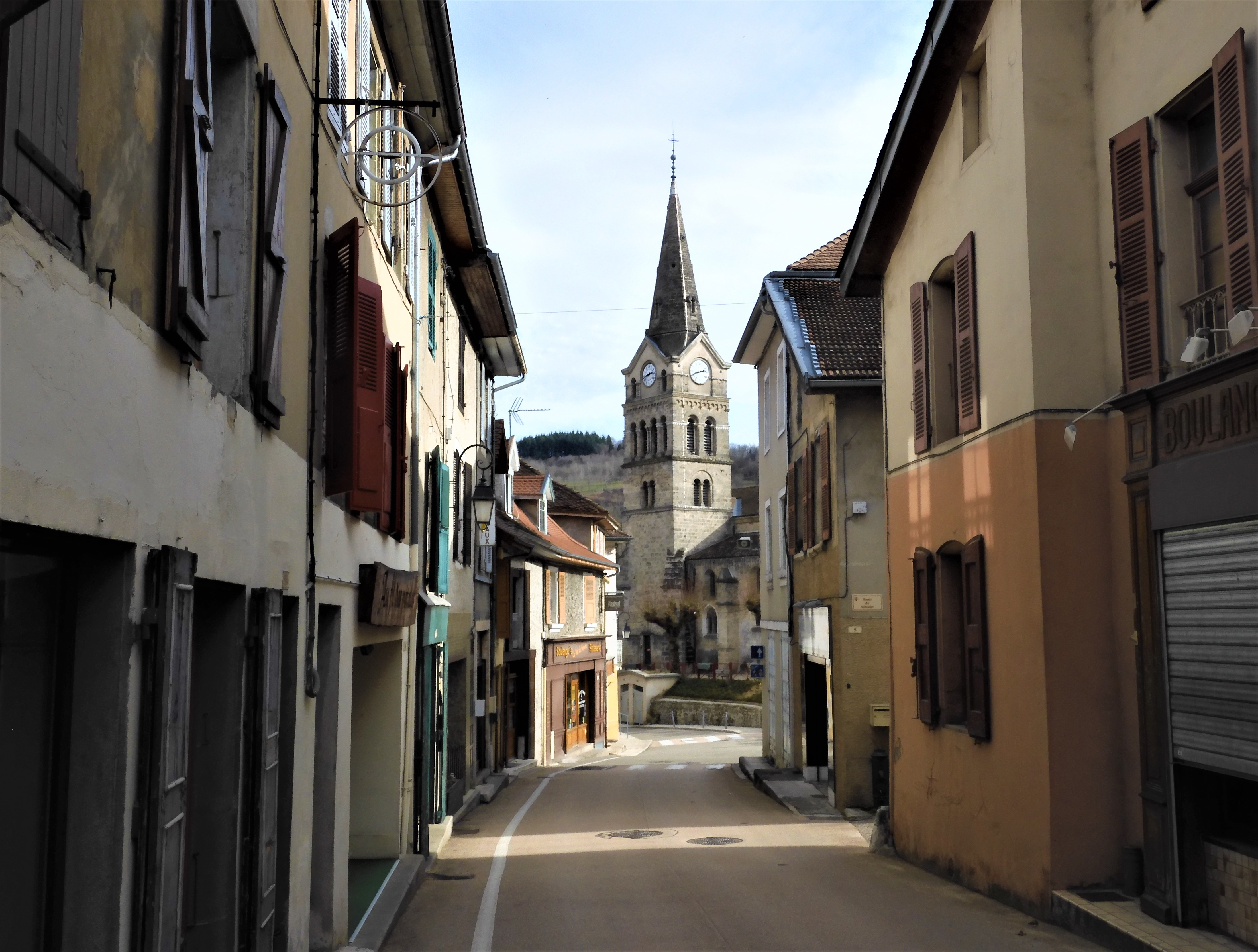
Église de Saint-Geoire-en-Valdaine

La communauté catholique et l'église de Saint-Geoire-en-Valdaine (propriété de la commune) dépendent de la paroisse Saint-Jacques de la Marche qui comprend vingt autres églises situées dans le même secteur du Voironnais. Cette paroisse est rattachée au diocèse de Grenoble-Vienne.

## Économie
La commune ainsi que celles de sa vallée présentent un passé industriel relativement riche dans le domaine de la soierie, certains lieux (Usine de la Martinette), la plupart désaffectés, sont encore visibles en 2022
Une certaine activité touristique a été mise en place et encouragée, notamment en raison de la présence de nombreux châteaux et divers monuments historiques dans une région essentiellement rurale et très boisés. De nombreux types d'hébergements sont également proposés au niveau local pour accueillir les touristes

## Culture locale et patrimoine

### Lieux et monuments

#### Le château de Longpra
Le château de Longpra est un exemple d'architecture dauphinoise du XVIIIe siècle. C'est un monument privé, classé et inscrit partiellement au titre des monuments historiques par arrêté du 25 août 1997. Il présente une exposition permanente d'outils et de tours à bois du XVIIIe siècle et une autre sur l'histoire des Pères Chartreux. Il est bâti à la place d'une maison forte déjà connue en 1304.

#### L'église Saint-Georges
L’église Saint-Georges est un monument historique classé par arrêté du 24 décembre 1907. Cette église de style gothique (flamboyant pour son portail), fut construite entre les XIVe et XVe siècles sur l'emplacement d'une église plus ancienne, probablement du XIIe siècle dont témoignerait la base du clocher. La partie supérieure du clocher fut reconstruite au cours du XIXe siècle, durant cette même époque la façade occidentale fut déplacées d'une travée. Une peinture murale se situant dans l'église est classé au titre immeuble par les monuments historiques. Cette peinture représente la Cène et le Christ en croix, sur une partie de la peinture est inscrit la date de 1610, laissant donc penser la date à laquelle cette dernière fut réalisée.

#### Le château de Clermont
Le château de Clermont, datant dès XIIIe siècle, est le plus ancien des sept châteaux que compte la commune. Ce château tient son nom de la famille éponyme, la maison de Clermont-Tonnerre, une ancienne famille noble dauphinoise dont la filiation remonterait au IXe siècle. Cette famille transforma au cours du XVe siècle le château en palais à l’italienne, devenant ainsi une résidence plus confortable que leur forteresse de Chirens. Le château fut ensuite détruit lors de la seconde moitié du XVIe siècle pendant les guerres de religion et reconstruit aux alentours de l'année 1846 dans le style qui avait au cours de la Renaissance. Après avoir abrité une colonie de vacances pendant près de 50 ans, il est racheté par la famille Dolciani, qui l'aménage en chambres d'hôtes-restaurant et y organise des visites guidées et des événements thématiques (carnaval, salon des auteurs, Halloween...).

#### Autres lieux et monuments
- Le château de la Rochette, du XIXe siècle, bâti à la place d'une construction plus ancienne[32].
- Le château de Lambertière, du XVIIIe siècle, bâti par la famille Dode[32].
- Le château de Montcla et l'abbaye royale de Saint-André, aujourd'hui hôtel de ville.
- Le château de Cabarot
- Le château de l'Etergne.
- La vieille forge.
- L'auberge du Val d'Ainan.
- Le monument aux morts communal.

Quelques lieux et monuments de la commune de Saint-Geoire-en-Valdaine
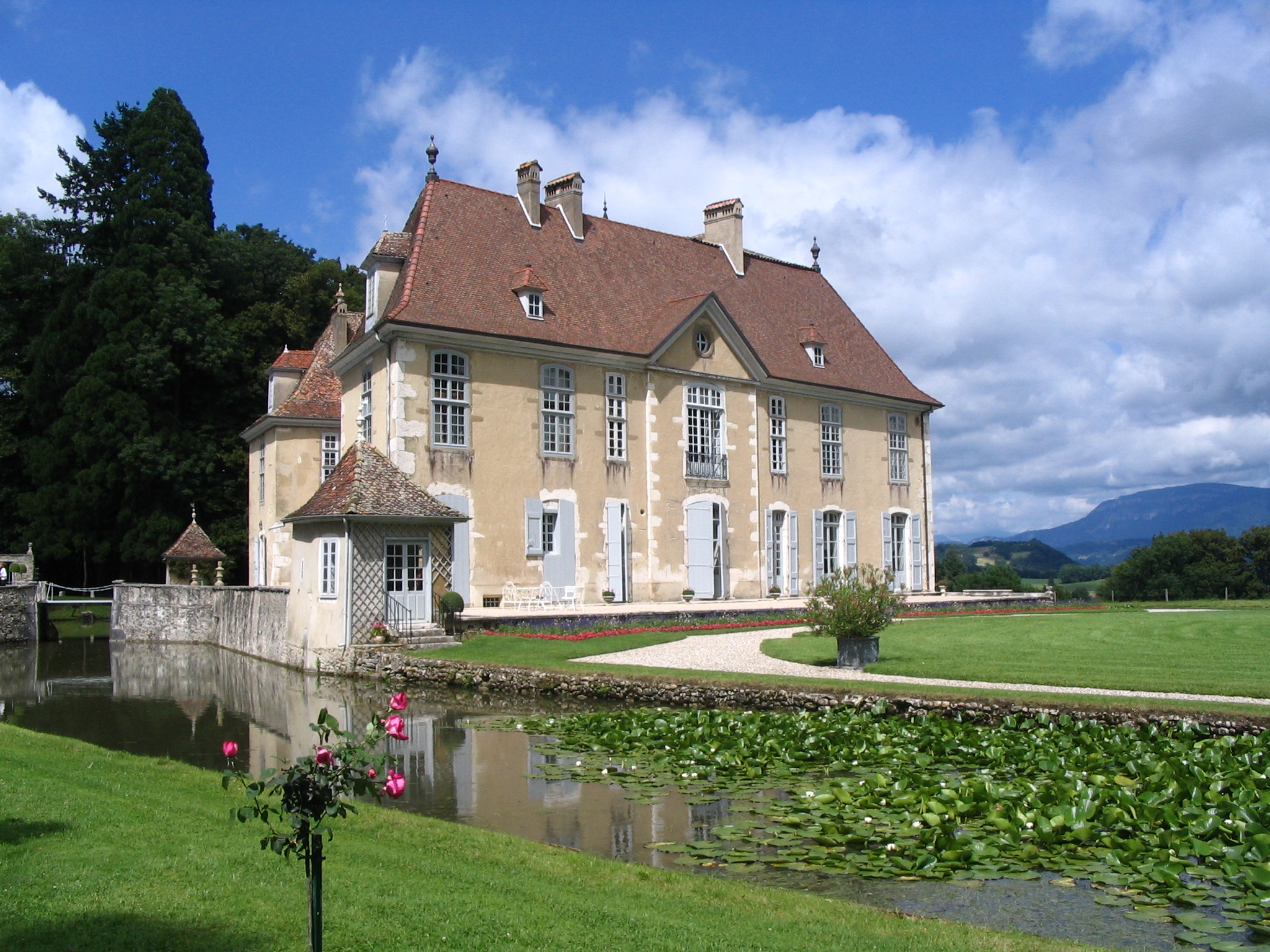
Le château de Longpra.
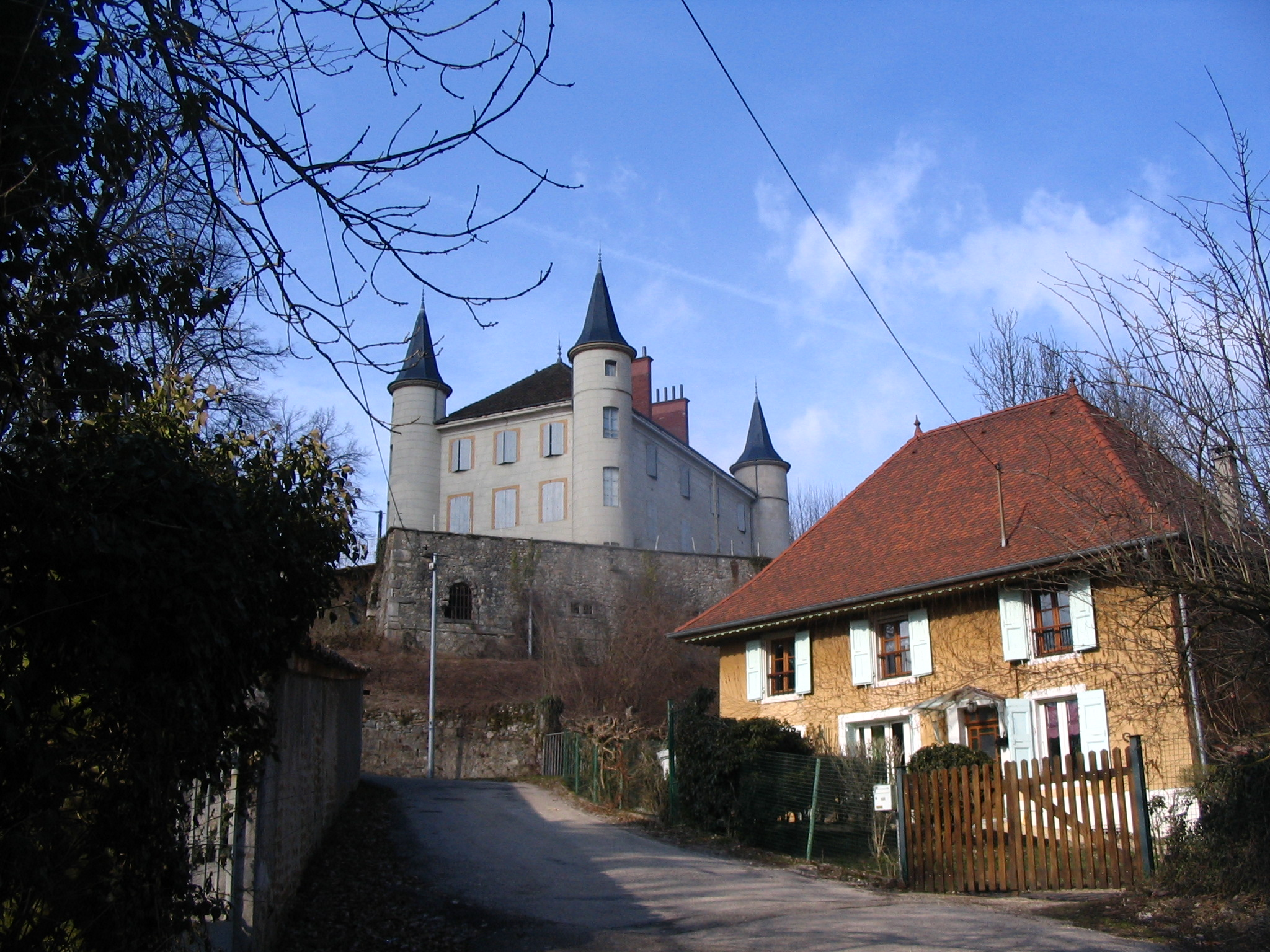
Le château de la Rochette.
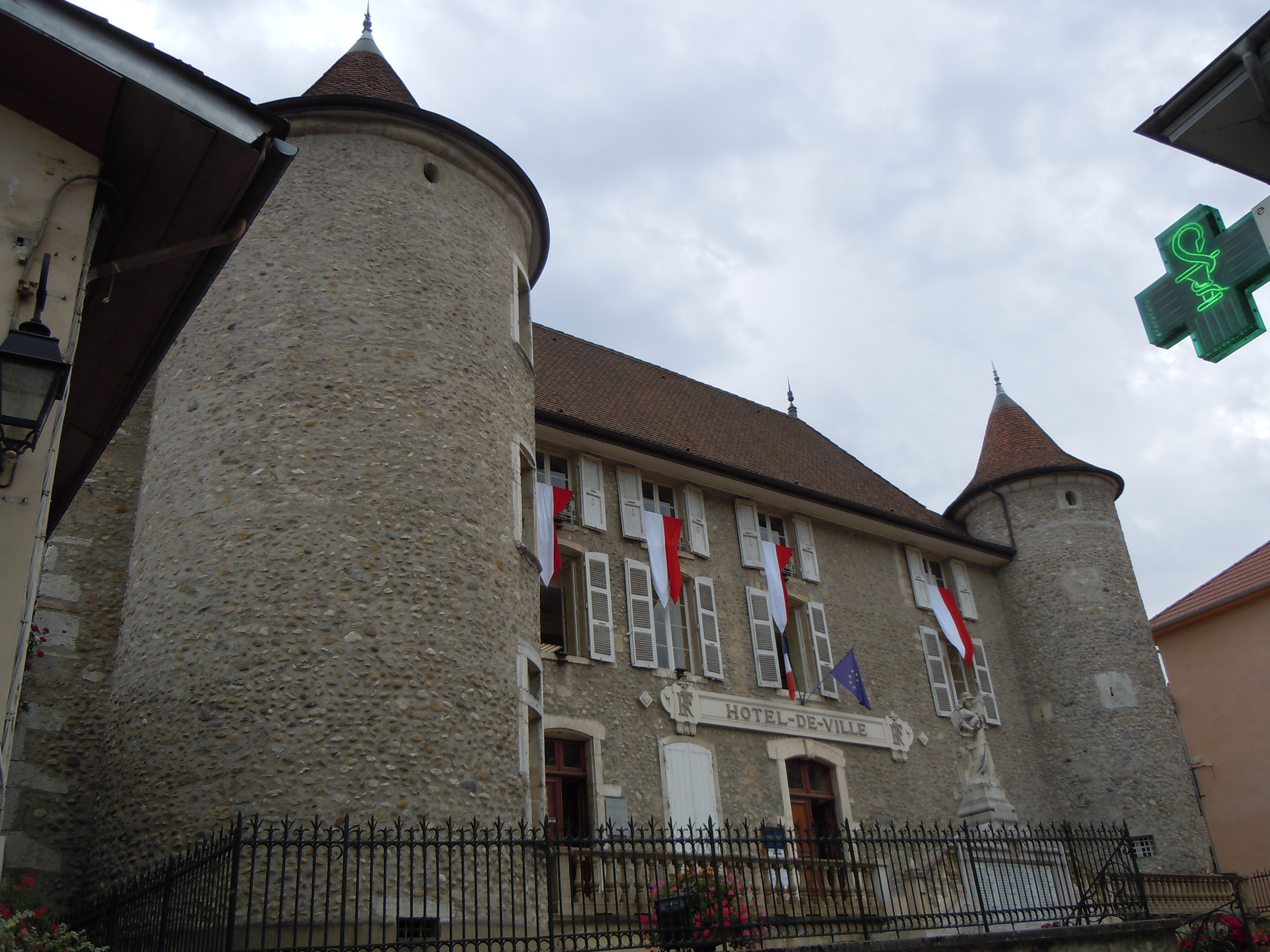
Le château de Montcla, actuellement hôtel de ville.
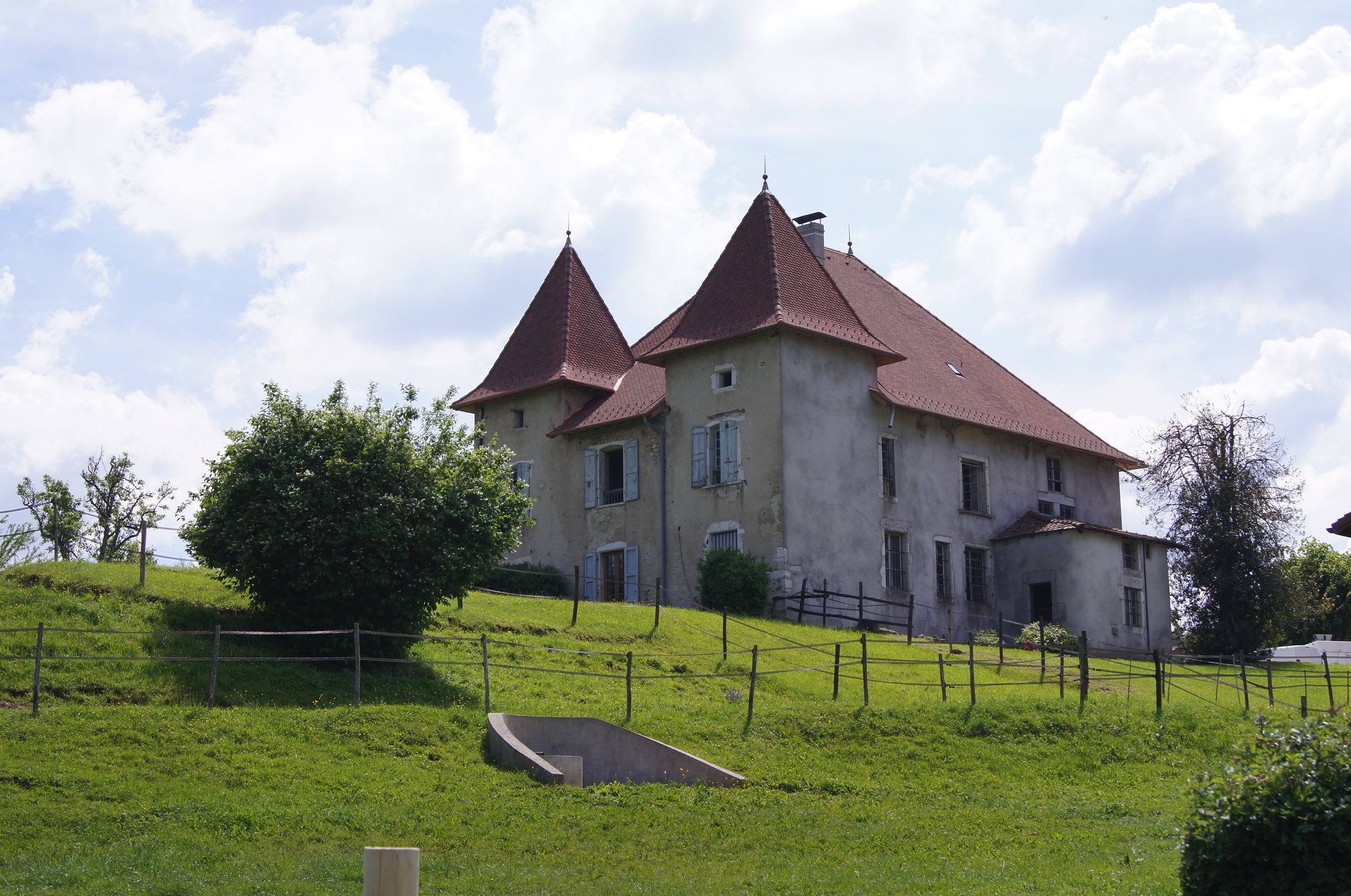
Maison forte de L'Etergne
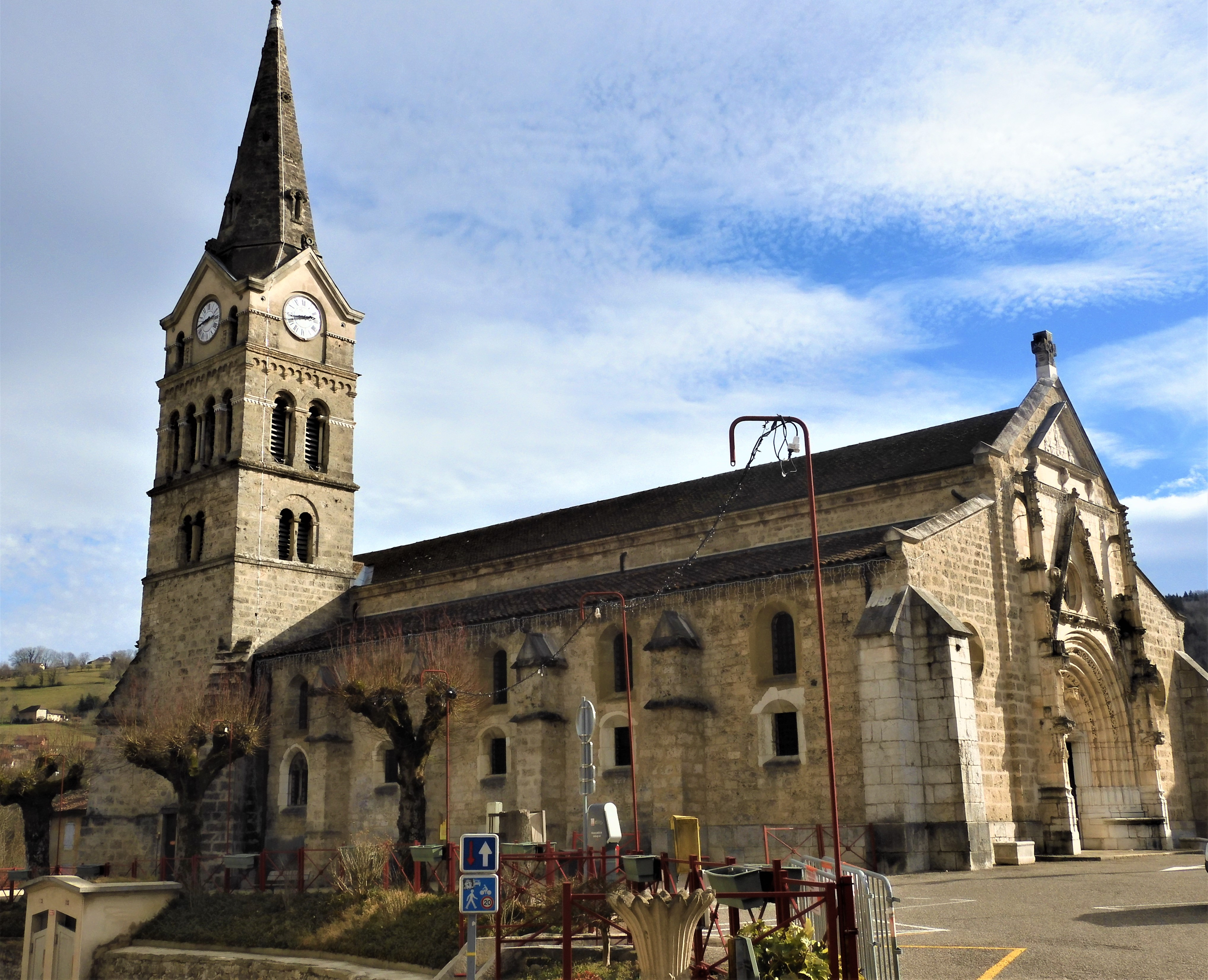
Église paroissiale

### Patrimoine culturel
- Le musée de l'outil à bois est aménagé dans le château de Longpra.

### Patrimoine et tradition orales

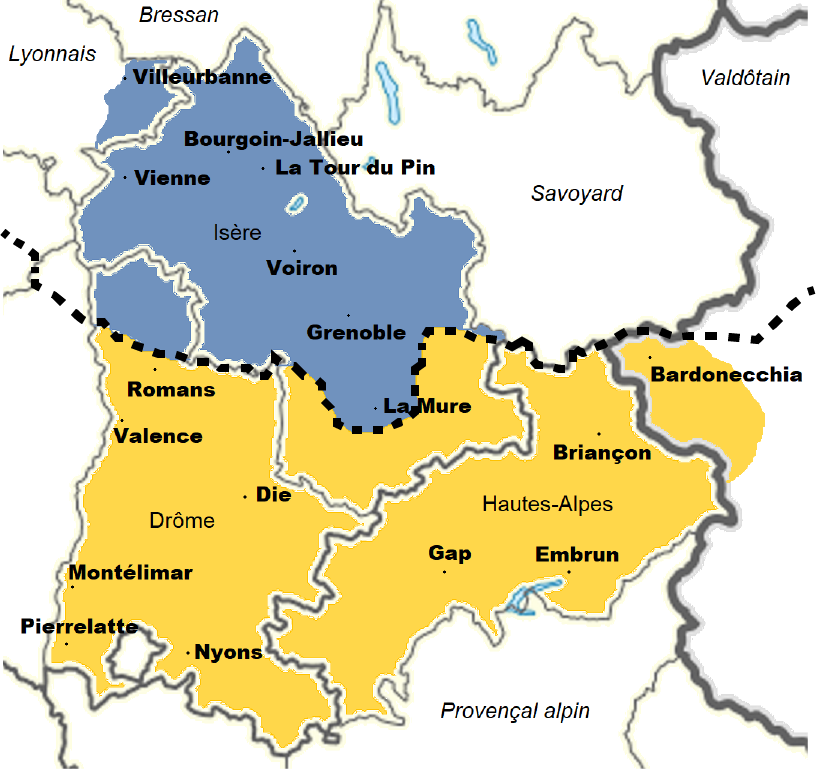
Carte linguistique du Dauphiné : Le dauphinois est un dialecte arpitan parlé dans le nord du Dauphiné

- Langue régionale

Historiquement, sur le plan linguistique, le territoire de Saint-Geoire-en-Valdaine ainsi que l'ensemble du Nord-Isère, se positionne au nord-ouest de l'agglomération grenobloise et au sud-ouest de l'agglomération lyonnaise. Ce secteur la situe donc dans la partie centrale du domaine linguistique des patois dauphinois, laquelle appartient au domaine de la langues dite francoprovençal ou arpitan au même titre que les parlers savoyards, vaudois, Valdôtains, bressans et foréziens.
L'idée du terme, « francoprovençal », attribué à cette langue régionale parlée dans la partie centre-est de la France, différente du français, dit langue d'oil et de l'occitan, dit langue d'oc est l'œuvre du linguiste et patriote italien Graziadio Isaia Ascoli en 1873 qui en a identifié les caractéristiques, notamment dans le Grésivaudan, les pays alpins et la vallée de l'Isère, depuis sa source jusqu'à sa confluence avec le Rhône.

### Personnalités liées à la commune
- Guillaume Dode de la Brunerie né en 1775 était un officier militaire qui devint maréchal de France en 1847 sous Louis-Philippe Ier.
- Pierre Argoud né le 26 juin 1763 était un général de brigade de la Révolution Française, nommé le 12 novembre 1793. Lieutenant-colonel en chef du 1er bataillon de volontaires de l'Ain, il est  blessé grièvement de quatre blessures le 30 avril 1795 devant Mayence. Arrêté le 20 juillet 1802 pour propos séditieux, condamné à la déportation en Guyane, il meurt le 25 octobre 1804 à Cayenne.
- François Alexandre Michal de la Bretonnière (1767-1828), général des armées de la République et de l'Empire y est né et décédé.
- François Michal-Ladichère, né à Saint-Geoire en 1807, avocat puis magistrat, député de l'Isère, en 1871, puis sénateur et président du conseil général de l'Isère.
- Laurent Bouvier (1840-1901), peintre et céramiste, y est mort.
- Eugénie du Colombier (1806-1888), artiste peintre française, châtelaine du château de Longpra[38].

### Héraldique, logotype et devise
| Blason de Saint-Geoire-en-Valdaine | Blason  | De gueules à deux clefs d'argent passées en sautoir. Devise / Cri« [etiam] si omnes ego non » (si tous [t’abandonnent], moi pas!). |
| Blason de Saint-Geoire-en-Valdaine | Détails | Le statut officiel du blason reste à déterminer.                                                                                   |